# Jagdstaffel 34

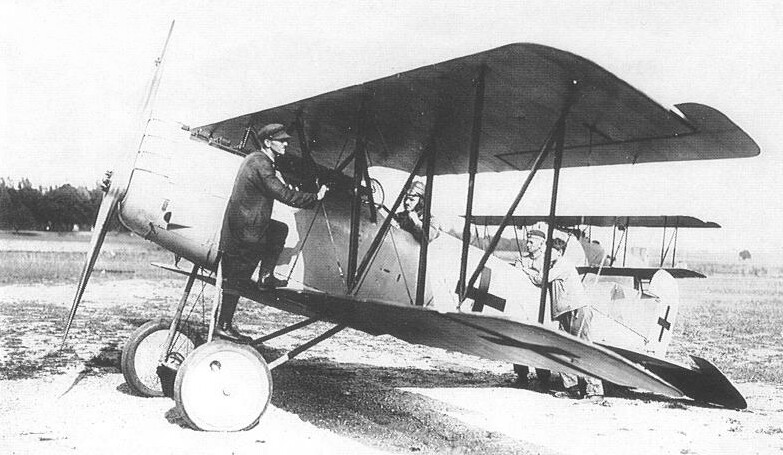
Pfalz D.XII – samolot używany w Jasta 34 od sierpnia 1918 roku.

Jagdstaffel 34 – Bayerische Jagdstaffel Nr. 34 – Jasta 34b – jednostka lotnictwa niemieckiego Luftstreitkräfte z okresu I wojny światowej.

## Informacje ogólne
Jednostka została utworzona w bazie Altenburg w Saksonii, w lutym 1917 roku z pilotów jednostki FEA 1. Organizację eskadry powierzono porucznikowi Eduardowi Ritter von Dostlerowi. W końcu lutego 1917 roku została skierowana na front w okolice Mars-la-Tour w Lotaryngii. Od 3 października 1918 roku Jasta 35 została włączona do jednostki taktycznej Jagdgeschwader 4 pod dowództwem Eduarda Ritter von Schleich. W listopadzie 1917 roku przydzielona do 7 Armii.
W całym okresie swojej działalności operowała na froncie zachodnim. Eskadra walczyła przede wszystkim na samolotach Pfalz D.III, Albatros D.III i Fokker Dr.I. Od sierpnia 1918 wyposażona była także w Pfalz D XII.
Jasta 34 w całym okresie wojny odniosła 89 zwycięstwa nad samolotami wroga. W okresie od marca 1917 do listopada 1918 roku jej straty wynosiły 10 zabitych w walce, 2 zabitych w wypadkach lotniczych, 6 rannych oraz 5 w niewoli.
Łącznie przez jej personel przeszło 10 asów myśliwskich: Robert Ritter von Greim (27), Johann Pütz (7), Eduard Ritter von Dostler (6), Alfons Scheicher (6), Heinrich Georg Geigl (5), Max Kahlow (5), Rudolf Stark (5), August Delling (5), Hans Ritter von Adam (3), Franz Walz (1)

## Dowódcy Eskadry
| Stopień   | Nazwisko                  | Okres                   |
| --------- | ------------------------- | ----------------------- |
| Porucznik | Eduard Ritter von Dostler | 20.02.1917 – 10.06.1917 |
| Kapitan   | Franz Walz                | 10.06.1917 – 19.06.1917 |
| Porucznik | Robert Ritter von Greim   | 19.06.1917 – 11.11.1918 |